# إسير لايكيود ميتال
إسير لايكيود ميتال (بالإنجليزية: Acer Liquid Metal)‏ هو هاتف ذكي من إيسر يعمل بنظام أندرويد، تم طرحه في الأسواق في 2010.

## الخصائص
- نظام التشغيل: أندرويد
- الكاميرا الخلفية: 5 ميجابكسل
- الشاشة: إل سي دي
- الوزن: 135 غرام